# Ashley Grimes
Augustine Ashley Grimes (Dublino, 2 agosto 1957) è un ex calciatore irlandese, di ruolo centrocampista.

## Carriera

### Club
Fra il 1977 ed il 1983 ha giocato per il Manchester Utd, con cui ha collezionato complessivamente 107 presenze segnando 11 reti e vincendo la FA Cup 1982-1983.

### Nazionale
Ha esordito con la Nazionale irlandese il 5 aprile 1978 disputando l'amichevole vinta 4-2 contro la Turchia.
Con la Nazionale irlandese ha disputato in totale 18 incontri ufficiali fra il 1978 ed il 1988, segnando una rete.

## Statistiche
Statistiche aggiornate al 27 Dicembre 2018.

### Cronologia presenze e reti in nazionale

#### Under-21
| Cronologia completa delle presenze e delle reti in nazionale ― Irlanda under 21 | Cronologia completa delle presenze e delle reti in nazionale ― Irlanda under 21 | Cronologia completa delle presenze e delle reti in nazionale ― Irlanda under 21 | Cronologia completa delle presenze e delle reti in nazionale ― Irlanda under 21 | Cronologia completa delle presenze e delle reti in nazionale ― Irlanda under 21 | Cronologia completa delle presenze e delle reti in nazionale ― Irlanda under 21 | Cronologia completa delle presenze e delle reti in nazionale ― Irlanda under 21 | Cronologia completa delle presenze e delle reti in nazionale ― Irlanda under 21 |
| Data                                                                            | Città                                                                           | In casa                                                                         | Risultato                                                                       | Ospiti                                                                          | Competizione                                                                    | Reti                                                                            | Note                                                                            |
| ------------------------------------------------------------------------------- | ------------------------------------------------------------------------------- | ------------------------------------------------------------------------------- | ------------------------------------------------------------------------------- | ------------------------------------------------------------------------------- | ------------------------------------------------------------------------------- | ------------------------------------------------------------------------------- | ------------------------------------------------------------------------------- |
| 8-3-1978                                                                        | Dublino                                                                         | Irlanda under 21                                                                | 1 – 1                                                                           | Irlanda del Nord under 21                                                       | Amichevole                                                                      | -                                                                               |                                                                                 |
| 18-6-1979                                                                       | Tolone                                                                          | Irlanda under 21                                                                | 0 – 1                                                                           | Unione Sovietica under 21                                                       | Torneo di Tolone                                                                | -                                                                               |                                                                                 |
| 20-6-1979                                                                       | Draguignan                                                                      | Irlanda under 21                                                                | 1 – 4                                                                           | Argentina under 21                                                              | Torneo di Tolone                                                                | 1                                                                               | ?’ (rig.)                                                                       |
| 22-6-1979                                                                       | Tolone                                                                          | Irlanda under 21                                                                | 0 – 3                                                                           | Ungheria under 21                                                               | Torneo di Tolone                                                                | -                                                                               |                                                                                 |
| 23-6-1979                                                                       | La Seyne-sur-Mer                                                                | Irlanda under 21                                                                | 1 – 2                                                                           | Jugoslavia under 21                                                             | Torneo di Tolone                                                                | -                                                                               |                                                                                 |
| 12-10-1979                                                                      | Dublino                                                                         | Irlanda under 21                                                                | 1 – 1                                                                           | Polonia under 21                                                                | Amichevole                                                                      | 1                                                                               | ?’ (rig.)                                                                       |
| Totale                                                                          |                                                                                 | Presenze                                                                        | 6                                                                               |                                                                                 | Reti                                                                            | 2                                                                               |                                                                                 |

#### Nazionale maggiore
| Cronologia completa delle presenze e delle reti in nazionale ― Irlanda | Cronologia completa delle presenze e delle reti in nazionale ― Irlanda | Cronologia completa delle presenze e delle reti in nazionale ― Irlanda | Cronologia completa delle presenze e delle reti in nazionale ― Irlanda | Cronologia completa delle presenze e delle reti in nazionale ― Irlanda | Cronologia completa delle presenze e delle reti in nazionale ― Irlanda | Cronologia completa delle presenze e delle reti in nazionale ― Irlanda | Cronologia completa delle presenze e delle reti in nazionale ― Irlanda |
| Data                                                                   | Città                                                                  | In casa                                                                | Risultato                                                              | Ospiti                                                                 | Competizione                                                           | Reti                                                                   | Note                                                                   |
| ---------------------------------------------------------------------- | ---------------------------------------------------------------------- | ---------------------------------------------------------------------- | ---------------------------------------------------------------------- | ---------------------------------------------------------------------- | ---------------------------------------------------------------------- | ---------------------------------------------------------------------- | ---------------------------------------------------------------------- |
| 5-4-1978                                                               | Dublino                                                                | Irlanda                                                                | 4 – 2                                                                  | Turchia                                                                | Amichevole                                                             | -                                                                      |                                                                        |
| 12-4-1978                                                              | Łódź                                                                   | Polonia                                                                | 3 – 0                                                                  | Irlanda                                                                | Amichevole                                                             | -                                                                      |                                                                        |
| 21-5-1978                                                              | Oslo                                                                   | Norvegia                                                               | 0 – 0                                                                  | Irlanda                                                                | Amichevole                                                             | -                                                                      | 24’                                                                    |
| 17-10-1979                                                             | Dublino                                                                | Irlanda                                                                | 3 – 0                                                                  | Bulgaria                                                               | Qual. Euro 1980                                                        | -                                                                      |                                                                        |
| 29-10-1979                                                             | Dublino                                                                | Irlanda                                                                | 3 – 2                                                                  | Stati Uniti                                                            | Amichevole                                                             | -                                                                      |                                                                        |
| 21-11-1979                                                             | Belfast                                                                | Irlanda del Nord                                                       | 1 – 0                                                                  | Irlanda                                                                | Qual. Euro 1980                                                        | -                                                                      |                                                                        |
| 6-2-1980                                                               | Londra                                                                 | Inghilterra                                                            | 2 – 0                                                                  | Irlanda                                                                | Qual. Euro 1980                                                        | -                                                                      |                                                                        |
| 26-3-1980                                                              | Nicosia                                                                | Cipro                                                                  | 2 – 3                                                                  | Irlanda                                                                | Qual. Mondiali 1982                                                    | -                                                                      |                                                                        |
| 29-4-1981                                                              | Dublino                                                                | Irlanda                                                                | 3 – 1                                                                  | Cecoslovacchia                                                         | Amichevole                                                             | -                                                                      |                                                                        |
| 21-5-1981                                                              | Brema                                                                  | Germania Ovest                                                         | 3 – 0                                                                  | Irlanda                                                                | Amichevole                                                             | -                                                                      | 77’                                                                    |
| 24-5-1981                                                              | Bydgoszcz                                                              | Polonia                                                                | 3 – 0                                                                  | Irlanda                                                                | Amichevole                                                             | -                                                                      | 80’                                                                    |
| 28-4-1982                                                              | Algeri                                                                 | Algeria                                                                | 2 – 0                                                                  | Irlanda                                                                | Amichevole                                                             | -                                                                      |                                                                        |
| 17-11-1982                                                             | Dublino                                                                | Irlanda                                                                | 3 – 3                                                                  | Spagna                                                                 | Amichevole                                                             | 1                                                                      | 2’                                                                     |
| 27-4-1983                                                              | Saragozza                                                              | Spagna                                                                 | 2 – 0                                                                  | Irlanda                                                                | Qual. Euro 1984                                                        | -                                                                      | 76’                                                                    |
| 4-4-1984                                                               | Giaffa                                                                 | Israele                                                                | 3 – 0                                                                  | Irlanda                                                                | Amichevole                                                             | -                                                                      |                                                                        |
| 23-5-1984                                                              | Dublino                                                                | Irlanda                                                                | 0 – 0                                                                  | Polonia                                                                | Amichevole                                                             | -                                                                      |                                                                        |
| 9-9-1987                                                               | Dublino                                                                | Irlanda                                                                | 2 – 1                                                                  | Lussemburgo                                                            | Qual. Euro 1988                                                        | -                                                                      |                                                                        |
| 23-3-1988                                                              | Dublino                                                                | Irlanda                                                                | 2 – 0                                                                  | Romania                                                                | Amichevole                                                             | -                                                                      |                                                                        |
| Totale                                                                 |                                                                        | Presenze                                                               | 18                                                                     |                                                                        | Reti                                                                   | 1                                                                      |                                                                        |

## Palmarès
- Campionato irlandese: 1

Bohemians: 1974-1975
- League of Ireland Cup: 1

Bohemians: 1974-1975
- FAI Cup: 1

Bohemians: 1975-1976
- Coppa d'Inghilterra: 1

Manchester United: 1982-1983
- Coppa di Lega inglese: 1

Luton Town: 1987-1988
- EFL Trophy: 1

Stoke City: 1991-1992